# 鳳乃一真
鳳乃 一真（おおとりの かずま）は日本の小説家。ライトノベル作家。千葉県在住。

## 概要
『龍ヶ嬢七々々の埋蔵金』で、2011年に第13回エンターブレインえんため大賞小説部門大賞を受賞。2012年にファミ通文庫より刊行。同『龍ヶ嬢七々々の埋蔵金』シリーズは2012年にコミック版が連載、2014年4月にはテレビアニメ化を果たした。

## 作品

### 小説
- 龍ケ嬢七々々の埋蔵金シリーズ
  - 龍ケ嬢七々々の埋蔵金（2012年2月 - 2016年12月、ファミ通文庫 全12巻）イラスト：赤りんご（ - 第7巻）／のん（第8巻 -）
  - 壱級天災の極めて不本意な名推理（2013年9月 - 2015年5月、ファミ通文庫 全2巻）イラスト：赤りんご（第1巻）／のん（第2巻）
- イキシアノ戦物語 黒狼卿と天眼の軍師（2015年12月、ファミ通文庫）イラスト：有馬侭
- Slave†Money（2016年3月、ノベルゼロ）イラスト：ノビタ
- 最強案内人の俺が異世界美少女を操り、死にゲークリアに導くまで（2018年8月、ファミ通文庫）イラスト：天之有
- いのしかちょうをこっそり視ている卯月ちゃん（2019年8月、LINE文庫）イラスト：宮原るり、るご
- お嬢様がいないところで（2019年9月 - 2020年4月、ポルタ文庫）イラスト：松尾マアタ、全2巻
- Lie:verse Liars 俺たちが幸せになるバッドエンドの始め方（2023年2月 - 、MF文庫J）イラスト：あるてら、原作：Liars Alliance、既刊3巻
- 黒公爵様の恋文代筆人（2025年4月、富士見L文庫） - カバーイラスト：カズアキ

### 漫画原作
- Azalea（2019年 - 2021年、「月刊ヒーローズ」連載）作画：新島光、全4巻
- Lie:verse Liars 偽想廻明（2023年、「月刊コミックアライブ」連載） - 第2巻から脚本と構成を担当